# Station Aica-Aicha
Station Aica-Aicha is een voormalig spoorwegstation aan de Pustertalspoorlijn bij het dorp Aicha in de gemeente Natz-Schabs (Italië-Zuid-Tirol).
De stationsnaam werd volgens de regels van Trenitalia in het Italiaans aangegeven, gevolgd door het Duits als lokale taal.